# Hydroporus cuprescens
Hydroporus cuprescens là một loài bọ cánh cứng trong họ Bọ nước. Loài này được K.W.Miller & Fery miêu tả khoa học năm 1995.